# Callistethus similis
Callistethus similis är en skalbaggsart som beskrevs av Yuiti Wada 1998. Callistethus similis ingår i släktet Callistethus och familjen Rutelidae. Inga underarter finns listade.